# موکرش (استان مونتانا)
موکرش (به بلغاری: Mokresh) یک منطقهٔ مسکونی در بلغارستان است که در شهرستان والچدرام واقع شده‌است. موکرش ۶۶٫۷ کیلومتر مربع مساحت و ۸۶۶ نفر جمعیت دارد و ۷۷ متر بالاتر از سطح دریا واقع شده‌است.